# 千葉良子
千葉良子（ちば りょうこ）は、日本の卓球選手。
青森山田高等学校に在籍した1975年のインターハイ女子シングルスで優勝した。日本大学に進学、1976年の関東学生卓球選手権女子シングルスで2位。全日本卓球選手権大会で横田幸子とのペアで出場した女子ダブルス決勝で小野文子 / 鎌倉由美子組に1-2で敗れ準優勝。
1978年の全日本社会人卓球選手権女子シングルスで優勝、同年のバンコクアジア大会にも出場しシングルスでベスト16。団体では小室恵子、新保富美子、長洞久美子らとともに銅メダル。